# 愛德·戴維
愛德華·喬納森·戴維爵士（英語：Sir Edward Jonathan Davey，1965年12月25日—），英國自由民主黨籍政治人物，現任自由民主黨黨魁。2012年至2015年，他曾任能源及氣候變化大臣。

## 早年生涯
他的父親是一位律師，母親則是一位教師。1988年畢業於牛津大學耶穌學院的哲學、政治及經濟學系，並以一級榮譽畢業。
戴維會說英語、法語、德語和西班牙語。

## 政治生涯
在1997年，他當選金斯頓和索比頓選區的下議院議員，並於2010年隨自民黨進入聯合政府，並於2012至2015年擔任能源和氣候變化大臣，但於2015年連任議員失敗並隨該黨下野。
戴維於2017年大選於金斯頓和索比頓選區再次當選為下議院議員。他於2019年競選黨魁，但敗給喬·斯溫森，隨後成為後者的副手。隨着同年大選斯溫森失去議席，他與黨主席布林頓一同代理黨魁職務，翌年正式當選黨魁。
2020年，他參與联名写信给中华人民共和国驻英大使刘晓明，谴责中国大陸政府针对新疆维吾尔穆斯林的行为。2021年，他又警示若英國因上述議題杯葛2022北京冬奧，北京當局可能就此進行報復式霸凌。
2024年7月4日，戴維帶領自由民主黨取得72席，相比上屆15席大幅進展，取代蘇格蘭民族黨重新成為英國下議院的第三大黨。

## 外部鏈接
- （英文）官方网站
- （英文）Profile （页面存档备份，存于） at the Liberal Democrats
- （英文）Edward Davey MP (BIS archive)